# Fort Europa
Fort Europa är ett album av den svenska hiphopgruppen Looptroop från 2005. Det blev femma på den svenska albumlistan.

## Låtlista
1. "DM-87" - 1:16
2. "Fort Europa" - 4:13
3. "21 Grams" (feat. Vanessa Liftig) - 4:25
4. "Chana Masala" - 4:04
5. "Trinfidelity" - 2:31
6. "Night Train" - 5:09
7. "21 Bars" (feat. Vanessa Liftig) - 1:02
8. "Rainbow Faces" - 4:11
9. "Hurricane George" (feat. Timbuktu & Chords) - 4:00
10. "Trinsanity" - 1:57
11. "Sparkplug" - 3:06
12. "Trrism" - 4:39
13. "Carneval" - 4:29
14. "Heavy Rains" - 5:52
15. "Trincest" - 2:04
16. "Unilateral Communication" (feat. Daniel Lemma) - 5:30

### Listplaceringar
| Lista (2005) | Topplacering |
| ------------ | ------------ |
| Sverige      | 5            |